# رائور برگ
رائور برگ (به لاتین: Rauher Berg) یک کوه در لیختن‌اشتاین است که در Liechtenstein / Austria واقع شده‌است. رائور برگ ۲٬۰۹۴ متر بالاتر از سطح دریا واقع شده‌است.